# ماري ماكدونيل
ماري ماكدونيل (بالإنجليزية: Mary McDonnell)‏ مواليد 28 أبريل 1952 في ويلكس بار، الولايات المتحدة، هي ممثلة أمريكية بدأت مسيرتها الفنية عام 1970.

## الأعمال
- 1990: الرقص مع الذئاب
- 1996: يوم الاستقلال
- 2001: دوني داركو
- 2011: سكريم 4
- 2001–2002	: إي آر
- 2008–2009: غريز أناتومي
- 2009-2004: باتلستار غالاكتيكا

## الترشيحات والجوائز
| السنة | الحدث          | الفئة                                                                | النتيجة |
| ----- | -------------- | -------------------------------------------------------------------- | ------- |
| 1991  | جائزة الأوسكار | جائزة الأوسكار لأفضل ممثلة مساعدة عن فيلم الرقص مع الذئاب (فيلم)     | رُشِّح     |
| 2009  | جائزة زحل      | أفضل ممثلة على شاشة التلفزيون عن دورها في مسلسل Battlestar Galactica | فوز     |

## وصلات خارجية
- ماري ماكدونيل على موقع IMDb (الإنجليزية)
- ماري ماكدونيل على موقع ميتاكريتيك (الإنجليزية)
- ماري ماكدونيل على موقع روتن توميتوز (الإنجليزية)
- ماري ماكدونيل على موقع قاعدة بيانات الأفلام العربية
- ماري ماكدونيل على موقع ألو سيني (الفرنسية)
- ماري ماكدونيل على موقع أول موفي (الإنجليزية)
- ماري ماكدونيل على موقع قاعدة بيانات برودواي على الإنترنت (الإنجليزية)
- ماري ماكدونيل على موقع قاعدة بيانات الأفلام السويدية (السويدية)
- ماري ماكدونيل على موقع إن إن دي بي (الإنجليزية)
- ماري ماكدونيل على موقع قاعدة بيانات الفيلم (الإنجليزية)